# Mostowe

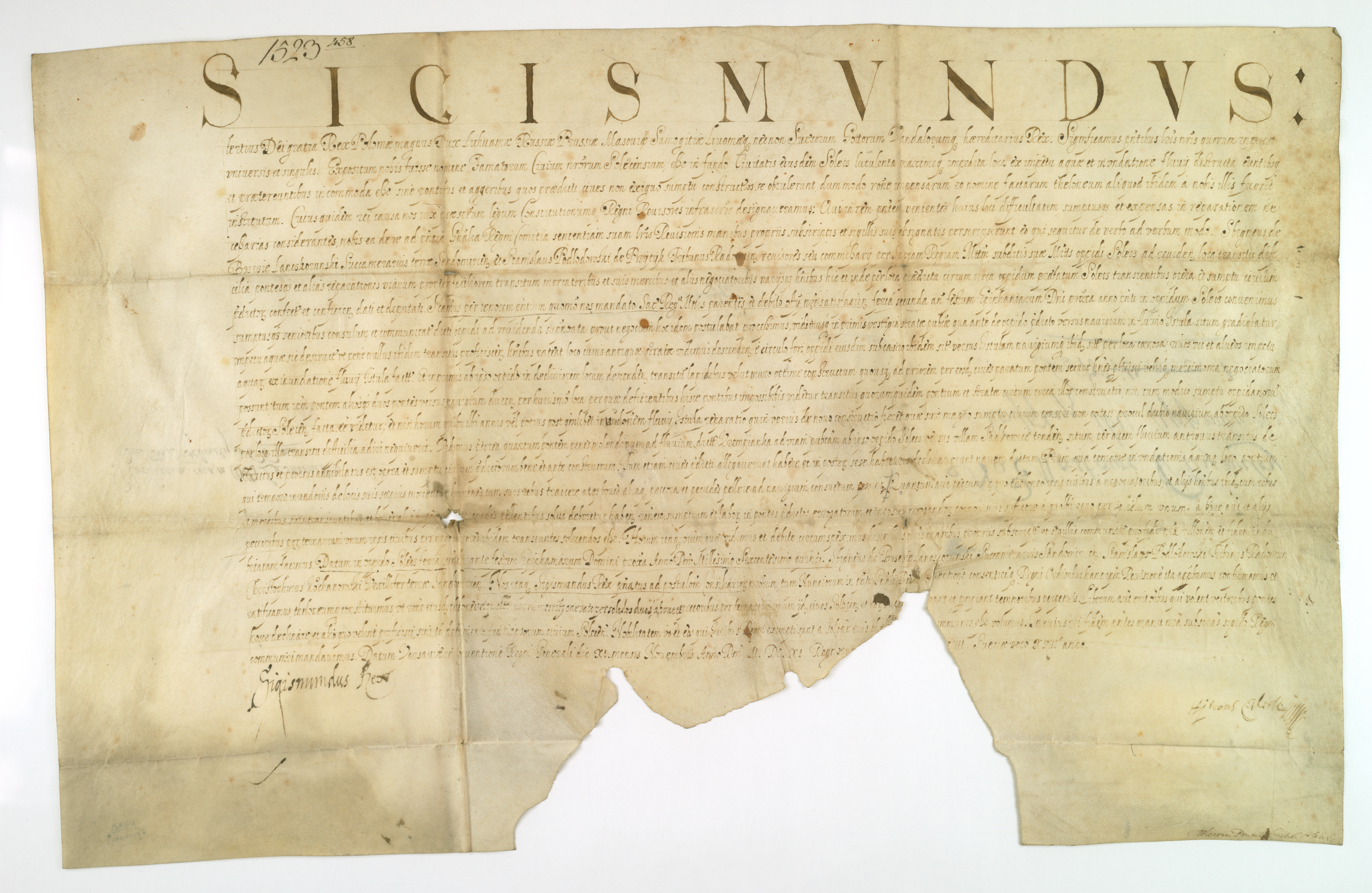
Zygmunt III Waza, król Polski, zatwierdza orzeczenie rewizorów wysłanych do miasta Solca dla ustalenia szkód wyrządzonych przez powódź i nadaje miastu mostowe

Mostowe – myto pobierane do skarbu władcy za przejazd przez most, związane ze średniowiecznym przymusem drożnym. Było jednym z regaliów. W Polsce zniesione ostatecznie w 1538, co związane było ze zniesieniem przymusu przejazdów przez mosty i zezwoleniem na powszechne korzystanie z brodów.